# Centre d'essais techniques (aérospatial)
 (novembre 2017).
Si vous disposez d'ouvrages ou d'articles de référence ou si vous connaissez des sites web de qualité traitant du thème abordé ici, merci de compléter l'article en donnant les références utiles à sa vérifiabilité et en les liant à la section « Notes et références ».
Le Centre d'essais techniques (aérospatial) ou CETA (en anglais : Aerospace Engineering Test Establishment ou AETE), est la seule agence d'essais en vol des Forces canadiennes

## Origine
Au lendemain de la Première Guerre mondiale, le gouvernement canadien commencent à s'intéresser aux essais en vol. L'aérodrome de Rockcliffe, près d'Ottawa, est achevé en 1920 et sera l'hôte des premiers essais de photographie aérienne et de cartographie au pays, utilisant des avions militaires de surplus. L'Aviation royale du Canada est formée en 1923 et une petite, mais sophistiquée unité dédiée aux essais en vol est mise en place au début de la Seconde Guerre mondiale. En 1940 le tout sera unifié sous le nom d'Établissement de test et de développement de l'aviation royale. Ce dernier conduisit des tests sur différentes armes, bombes et roquettes employées par l'ARC et prit en charge l'évaluation de chacun des aéronefs qu'elle allait adopter.
En 1951 les unités expérimentales de l'ARC furent une fois de plus réorganisées sous le nom de Central Experimental and Proving Establishment (CEPE), avec des quartiers-généraux toujours situés à Rockcliffe. Une unité expérimentale hivernale fut basée à Namao, Alberta et en 1954 un détachement d'évaluation des armes aérienne fut formé à Cold Lake, Alberta. Les travaux de photographie aérienne se poursuivirent jusqu'en 1957, dont résulteront la cartographie précise moderne du Canada.
Une nouvelle unité, VX10, fut également mise sur pied par l'aviation de la Marine royale canadienne. Cet escadron allait conduire de nombreux essais relatifs aux opérations aéronavales à bord des porte-avions NCSM Magnificent et NCSM Bonaventure. L'unité allait également contribuer au développement du système automatique de contrôle de vol PB-20, le précurseur des pilotes automatiques modernes. 
En 1967, le détachement de Cold Lake devint le 448e escadron de test. VX10 opéra de Shearwater jusqu'en 1970, avant d'être dissout pour aller joindre le 448e et le CEPE afin de former le Centre d'essais techniques (aérospatial) que l'on connaît aujourd'hui.

## Rôle actuel
En tant qu'autorité de tests en vol pour les Forces canadiennes, le CETA effectue une grande variété de tests au sol et en vol, impliquant tous les types d'aéronefs dans l'inventaire des Forces canadiennes. De plus, le CETA est responsable de l'évaluation des nouveaux systèmes à installer dans tous les aéronefs. Le CETA n'est pas limité seulement aux tests des Forces canadiennes puisqu'il possède une infrastructure élaborée pour supporter une vaste série de tests en vol militaires et civils. Ses capacités et ses techniciens sont aussi disponibles pour l'industrie civile ainsi qu'aux autres services armés.

### La flotte

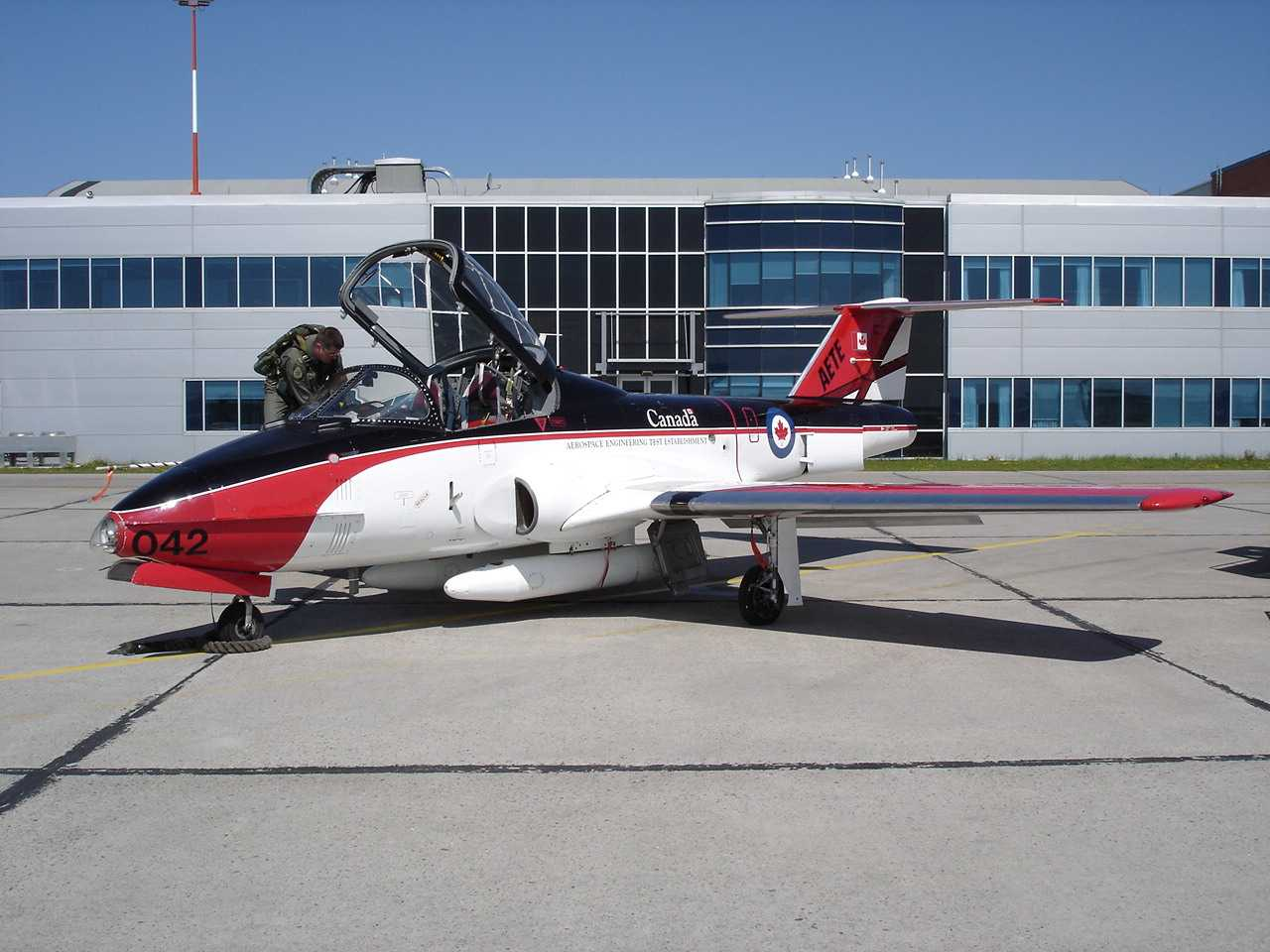
CT-114 Tutor aux couleurs du CETA.

La flotte actuelle du CETA est actuellement composée de 2 hélicoptères CH-146 Griffon, de 2 CF-188 Hornet et de 5 CT-114 Tutor. L'unité poursuit périodiquement des tests sur l'ensemble des aéronefs en service dans les Forces canadiennes et déploie régulièrement de petits détachements partout au Canada dans ce but.